# Гермаб
Гермаб (Михайловский) — посёлок в Ахалской области Туркменистана, на реке Секизяб в 25 км к юго-западу от города Геок-Тепе. Находится в горах Копетдага в долине, образованной реками Секизяб и Куркулаб.

## История
Основан в 1888 году русскими переселенцами на месте заброшенного персидского поселения. Посёлку было присвоено название Михайловский, предположительно в честь Я. Л. Михайловского В 1910 году население составляло 98 человек. После революции обратно переименован в Гермаб.